# Реш, Феликс
Феликс Реш (нем. Felix Resch; род. 31 июля 1957, Бриксен, Южный Тироль) — итальянский композитор и музыкальный педагог.
Окончил Консерваторию Больцано по классу композиции Франческо Вальдамбрини, занимался также хоровым дирижированием. С 1984 года преподавал в Триестской консерватории, но уже через два года вернулся в Больцано и продолжил преподавательскую деятельность в своей alma mater, был профессором гармонии и музыкального анализа, а в 2008—2014 гг. директором консерватории. С 2019 года возглавляет управление музыкальных школ в провинции Больцано (Южный Тироль). Возглавлял различные хоровые и камерные ансамбли, в том числе ансамбль Ars cantandi в Брунеке и Хаслахский певческий круг (нем. Haslacher Singkreis Bozen) в пригороде Больцано Хаслахе.
Среди основных произведений Реша — оратория «Михаэль Пахер» (1998) на слова Карла Любомирского, посвящённая известному южнотирольскому средневековому художнику, симфоническая поэма «Брунек» (1999), многочисленные хоровые сочинения.